# Laribus
Laribus est une cité antique située dans le gouvernorat du Kef, au nord-ouest de la Tunisie. Elle est également connue sous les noms d'Alorbos ou Lares, de sa dénomination latine Colonia Aelia Augusta Lares.

## Localisation
Elle se situe sur la route romaine reliant Carthage et Theveste (actuelle Tébessa en Algérie), entre Sicca (Le Kef) et Zama. Sur cette route, les Romains ont installé vingt stations, Laribus se trouvant sur le mille romain 117.
À une vingtaine de kilomètres (entre six et dix milles) se situent plusieurs autres anciennes villes : Sicca et Zama, mais aussi Althiburos ou Obba (Dahmani), un centre de la culture d'un safran comparable à celui d'Espagne.

## Histoire
C'est à Laribus que le patrice romain Jean Troglita s'est réfugié en 544 pour reconstituer son armée après la bataille de Cillium (Kasserine) qui a connu la mort du patrice Solomon.
Laribus tombe aux mains de l'armée chiite d'Ubayd Allah al-Mahdi,.

## Édifices
Il s'agit d'une citadelle de 250 mètres de long sur 200 mètres de large et contenant beaucoup d'édifices, ses murailles épaisses de 2,5 mètres s'élevant à une hauteur de huit mètres[réf. incomplète],.